# فینال لیگ قهرمانان اروپا ۲۰۱۰
فینال لیگ قهرمانان اروپا ۲۰۱۰، رقابت پایانی لیگ قهرمانان اروپا در سال ۲۰۱۰ میلادی است که مابین دو تیم باشگاه فوتبال اینتر میلان و بایرن مونیخ در ورزشگاه سانتیاگو برنابئو، مادرید برگزار شده‌است.
این مسابقه که در تاریخ ۲۲ مه ۲۰۱۰ انجام شده‌است با نتیجه ۲ بر ۰ به سود تیم باشگاه فوتبال اینتر میلان به پایان رسید.